# Ерньо Вайнбергер
Ернст (Ерньо) Вайнбергер (на унгарски: Ernő Weinberger, на иврит: ארנסט וינברגר) е унгарски и израелски футболист и треньор.

## Клубна кариера
Започва кариерата си в унгарския Ференцварош през 1934 г. Изиграва само 1 мач за първия тим, след което става част от Будай 11. Закратко е част от Хунгария ФК. През февруари 1939 г. преминава в Левски (София) и записва 7 мача в първенството, в които вкарва 5 гола. Напуска през август 1939 г., когато става част от Бейтар (Тел Авив). За Бейтар играе в продължение на 16 сезона. Печели титлата на Палестина през 1945 г. и два пъти Народната купа.

## Национален отбор
През 1948 г. със създаването на Израел получава израелско гражданство под името Вилмош Вермеш. Дебютира на 26 септември 1948 г. в приятелски мач със САЩ. В контролата на 30 юли 1949 г. срещу Кипър Вайнбергер излиза с капитанската лента на своята страна и вкарва 2 попадения за победата с 3:1. През 1949 г. изиграва още 2 мача в квалификациите за Мондиал 1950 срещу Югославия, но Израел губи с 0:6 и 2:5.

## Успехи
- Шампион на Палестина – 1945
- Народна купа – 1940, 1942